# The Cactus Kid
The Cactus Kid é um filme de faroeste norte-americano de 1921 dirigido por Lee Kohlmar e estrelando Hoot Gibson.

## Elenco
- Hoot Gibson
- Charles Newton
- Ben Corbett
- Connie Henley
- Duke R. Lee